# Templo de Gerfe Huceine
Gerfe Huceine (Gerf Hussein) era um templo egípcio parcialmente independente e parcialmente cortado em rocha (hemíspeo) do faraó Ramessés II (r. 1279–1213 a.C.), que foi construído pelo vice-rei de Cuxe Setau num sítio cerca de 90 quilômetros ao sul de Assuã. Foi dedicado a Ptá, Ptá-Tatenene, Hator e Ramessés deificado. O templo era chamado Per Ptá ou "Casa de Ptá". Uma avenida de esfinges com cabeça de carneiro levava do Nilo ao primeiro pilone, que, como o pátio além, também era independente.
O pátio é circundado por seis colunas e oito pilares de estátua. A entrada de um pátio de peristilo é decorada com estátuas colossais de Osíris. A parte traseira do templo, com 43 metros de profundidade, foi esculpida na rocha e imita a estrutura de Abul-Simbel com um salão com pilares com duas fileiras de três colunas de estátua e quatro recessos de estátua, cada qual com tríades divinas ao longo dos lados.
Durante a construção da represa de Assuã na década de 1960, partes da porção independente do templo foram desmontadas e agora foram reconstruídas em Nova Calabexa. A maior parte do templo de pedra foi deixada no lugar e agora está submersa sob as águas do Nilo.

## Galeria de fotos

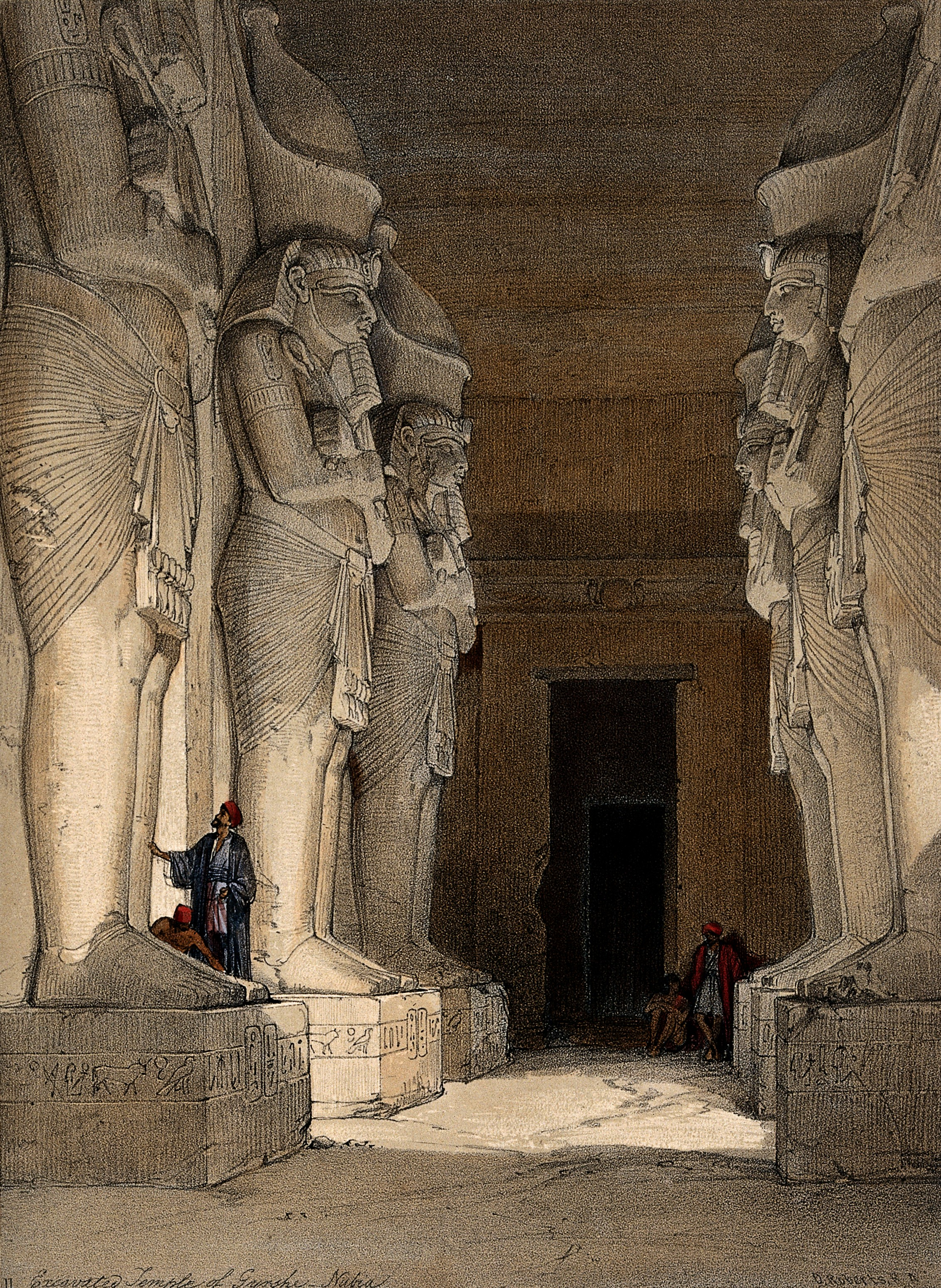
Interior do templo escavado na rocha segundo David Roberts
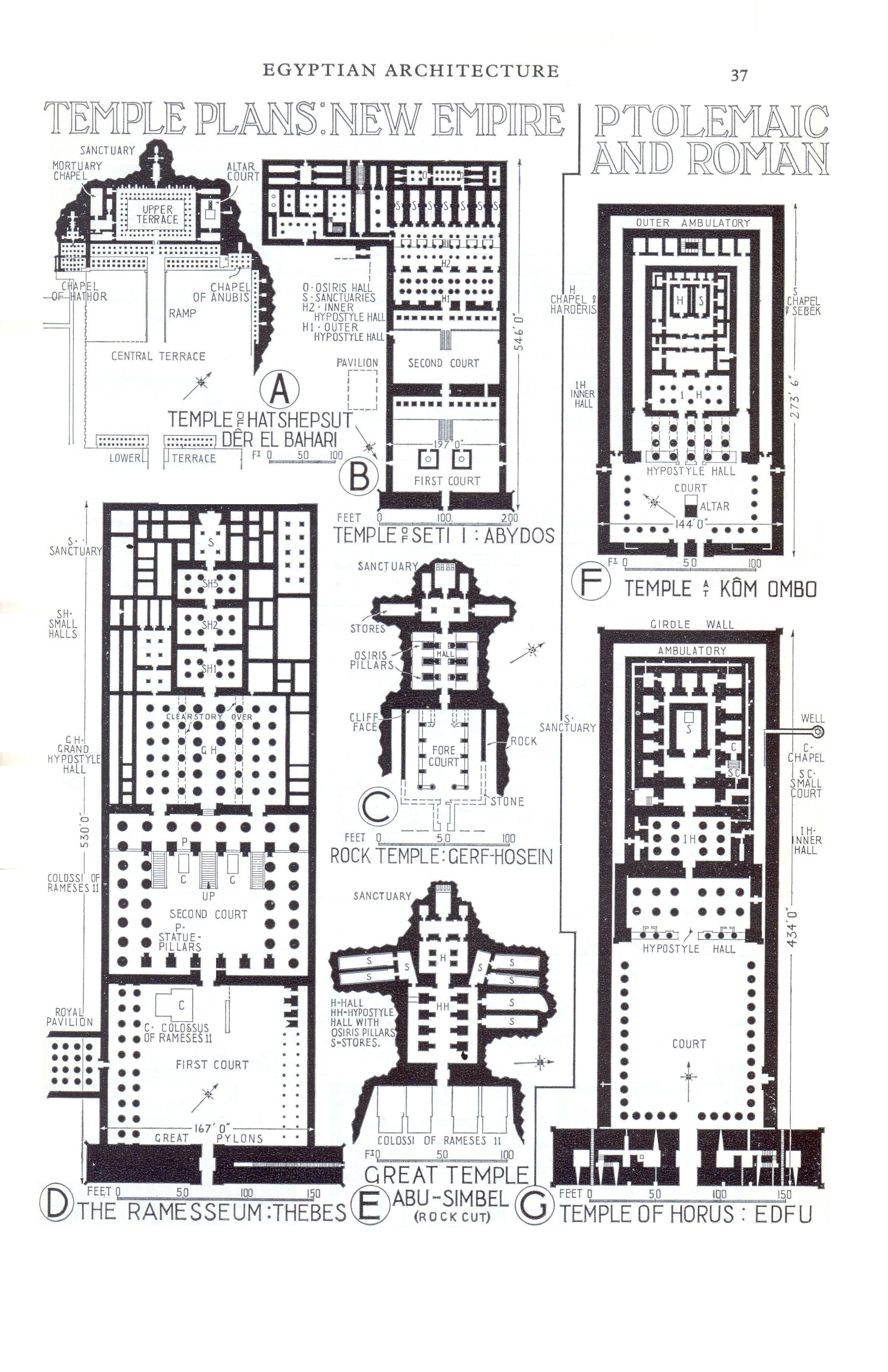
Plantas to templo
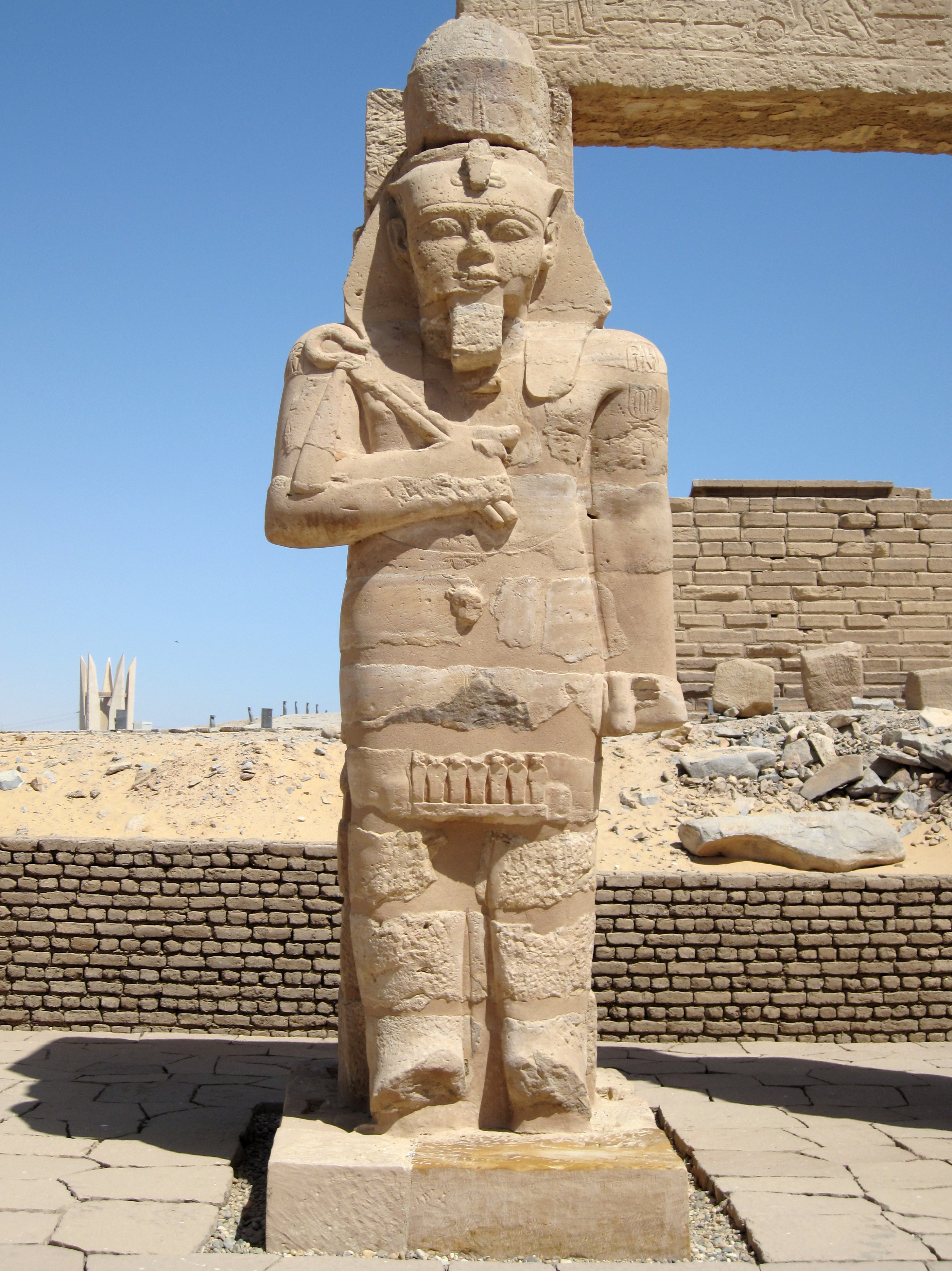
Estátua de Ramessés II
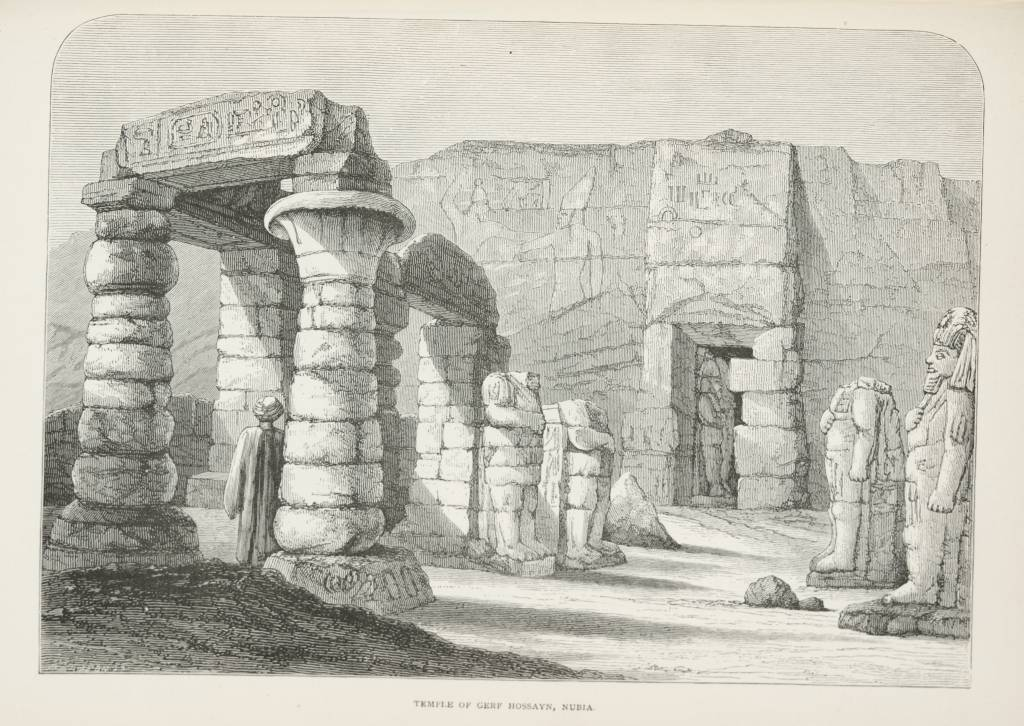
Templo em desenho de 1890